# Бокира (микрорегион)

Бокира на карте.

Бокира (порт. Microrregião de Boquira) — микрорегион в Бразилии, входит в штат Баия. Составная часть мезорегиона Юго-центральная часть штата Баия. Население составляет 187 398 человек (на 2010 год). Площадь — 16 114,256 км². Плотность населения — 11,63 чел./км².

## Демография
Согласно сведениям, собранным в ходе переписи 2010 г. Национальным институтом географии и статистики (IBGE), население микрорегиона составляет:
| Полное население                             | Полное население                             | Полное население                             | Полное население                             | 187 398 |
| -------------------------------------------- | -------------------------------------------- | -------------------------------------------- | -------------------------------------------- | ------- |
| в том числе:                                 | Городское население                          | 64 320                                       | Процент городского населения, %              | 34,32   |
|                                              | Сельское население                           | 123 078                                      | Процент сельского населения, %               | 65,68   |
|                                              | Мужское население                            | 94 263                                       | Процент мужского населения, %                | 50,30   |
|                                              | Женское население                            | 93 135                                       | Процент женского населения, %                | 49,70   |
| Плотность населения, чел/км²                 | Плотность населения, чел/км²                 | Плотность населения, чел/км²                 | Плотность населения, чел/км²                 | 11,63   |
| Население микрорегиона в % к населению штата | Население микрорегиона в % к населению штата | Население микрорегиона в % к населению штата | Население микрорегиона в % к населению штата | 1,34    |

## Статистика
- Валовой внутренний продукт на 2003 год составляет 324 695 699,00 реалов (данные: Бразильский институт географии и статистики).
- Валовой внутренний продукт на душу населения на 2003 год составляет 1780,12 реалов (данные: Бразильский институт географии и статистики).
- Индекс развития человеческого потенциала на 2000 год составляет 0,634 (данные: Программа развития ООН).

## Состав микрорегиона
В составе микрорегиона включены следующие муниципалитеты:
1. Бокира
2. Ботупоран
3. Бротас-ди-Макаубас
4. Катурама
5. Ибипитанга
6. Ибитиара
7. Ипупиара
8. Макаубас
9. Нову-Оризонти
10. Оливейра-дус-Брежиньюс
11. Танки-Нову